# さすらいのとどうふ犬 シロウ
『さすらいのとどうふ犬 シロウ』（さすらいのとどうふけん シロウ）は、NHK Eテレで2024年から不定期で放送されている小学校社会向け学校放送番組。

## 概要
小学3年生から5年生の社会科向けとして作られた番組で都道府県を扱う番組としては『見えるぞ!ニッポン』以来となる。

## 出演者
シロウ
演 - 豊川悦司 
架空の犬種「とどうふ犬」で見知らぬ土地をさすらうのが生きがいの中年犬。町を歩く中で謎を見つけると掘り下げずにはいられない。
キャラクターデザインはLommy。
ナレーション
声 - 早見沙織 

## 放送時間
いずれも日本時間。
- 2024年度：8月21日 9:00 - 9:30 -30分枠で『アツいぞ! 埼玉県』を放送。
- 2024年度：12月30日 16:40 - 16:50 -10分枠で『関東地方 埼玉県』を放送。
- 2024年度：2025年3月8日 16:20 - 16:30 -10分枠で『中国地方 広島県』を放送。

## 放送リスト
| 回                       | サブタイトル     | 初回放送日    |
| 30分版                   | 30分版           | 30分版        |
| ------------------------ | ---------------- | ------------- |
| 0                        | アツいぞ! 埼玉県 | 2024年8月21日 |
| 10分版（2024年度放送分） |                  |               |
| 1                        | 関東地方 埼玉県  | 2024年12月7日 |
| 2                        | 中国地方 広島県  | 2025年3月8日  |